# Majjate
Majjate (franska: Majjate (CR), Majjate (Commune Rurale), arabiska: ايموزار مرموشة (البلدية)) är en kommun i Marocko.   Den ligger i prefekturen Meknès och regionen Fès-Meknès, i den nordöstra delen av landet, 120 km öster om huvudstaden Rabat. Antalet invånare är 8 514.